# Kruiskozijn

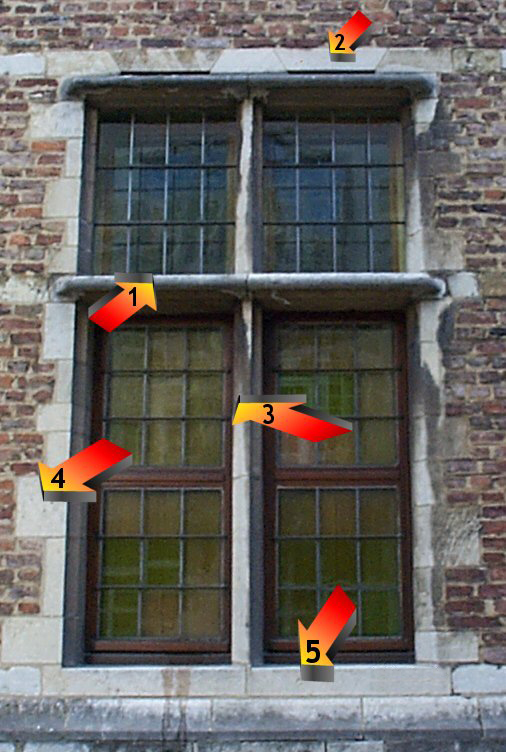
Kruiskozijn met 1) kalf 2) latei 3) penant 4) negblok 5) dorpel

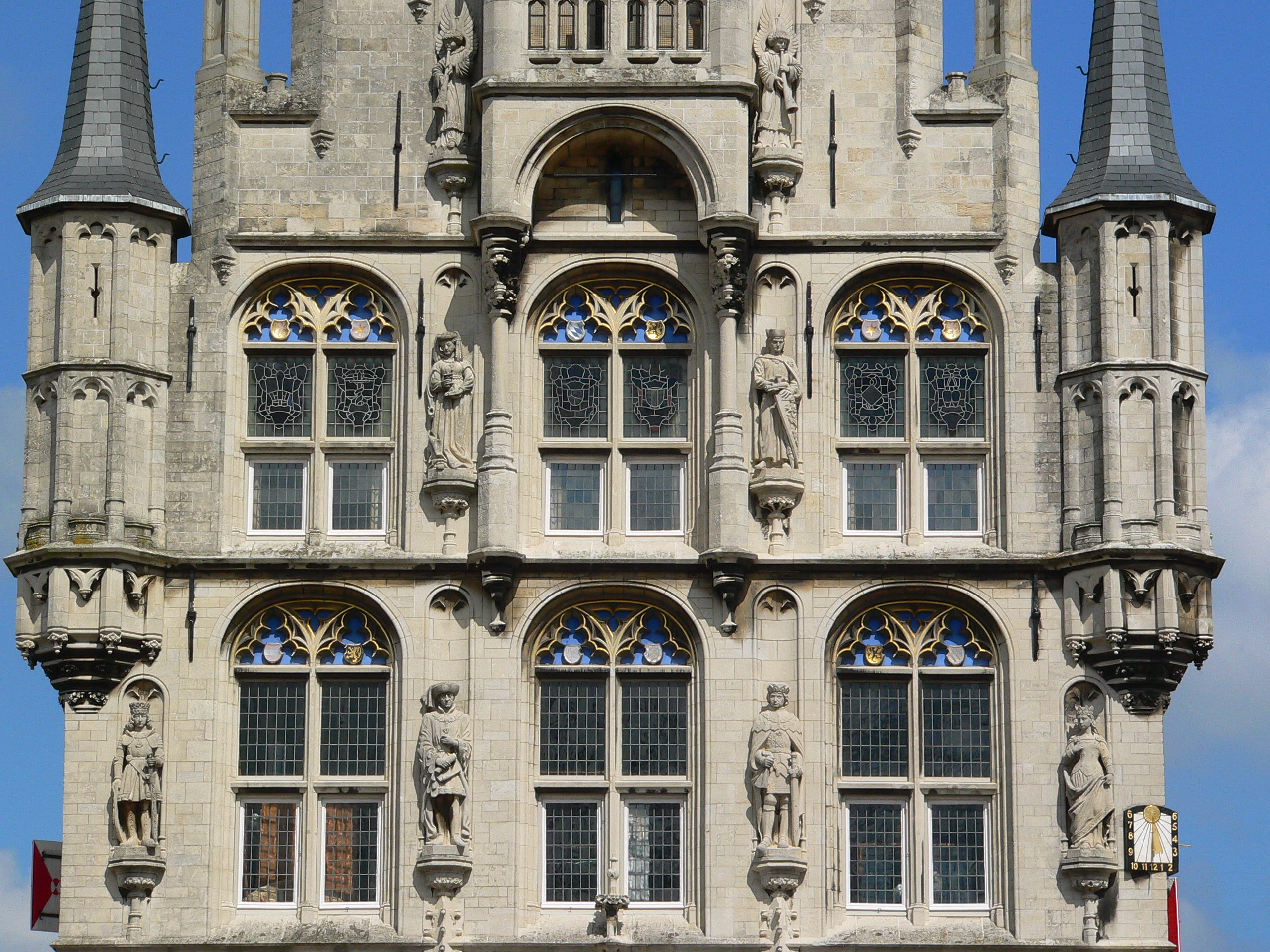
Oude Stadhuis van Gouda met kruiskozijnen of kruisboogvensters en glas-in-loodramen

Een kruiskozijn of kruisvenster is een raamkozijn dat in vieren wordt gedeeld door een middenstijl (verticaal) en een tussendorpel (horizontaal), zowel in hout als natuursteen.
Kruisramen of -kozijnen komen reeds voor in de steenarchitectuur van het 15e-eeuwse Antwerpen.
De kruiskozijnen waren aanvankelijk alleen afsluitbaar met luiken, later werd er glas in aangebracht. Een combinatie van beide kwam ook voor. De beide bovenlichten werden voorzien van glas in lood, na 1650 wordt het glas in houten roeden gezet. De onderste ramen werden voorzien van luiken, later ook uitgevoerd als glasvensters. In de zeventiende eeuw verschenen er kruiskozijnen met openslaande onderramen.
Een kloosterkozijn is te betitelen als een half kruiskozijn.

## Onderdelen
- De penant of muurdam is de staande balk die een kozijn verticaal in tweeën splitst als verticale afscheiding. Wellicht is het een Vlaamse aanduiding van een tussenstijl.
- Het kalf is de liggende balk die het kozijn horizontaal in tweeën splitst.
- Een negblok of neggenblok is een iets grotere steen te midden van kleinere in de omlijsting van het kozijn.